# Jiří Urbanec
Jiří Urbanec (25. května 1932, Lískovec u Frýdku – 15. listopadu 2014, Opava) byl český literární historik a jeden z největších znalců díla Petra Bezruče.

## Život
Narodil se roku 1932 v Lískovci u Frýdku (dnes městská část Frýdku-Místku). Od roku 1936 navštěvoval obecnou školu ve Frýdku a od roku 1945 gymnázium tamtéž. Vystudoval obor čeština-ruština na Filozofické fakultě univerzity Jana Evangelisty Purkyně v Brně (absolvoval roku 1955) a poté mezi lety 1956 a 1960 dálkově historii na Filozofické fakultě Univerzity Palackého.
Svou pedagogickou činnost začal v Krnově, ale největší část své kariéry strávil v Opavě, kde se věnoval studiu Bezručova díla. Za tuto činnost mu byl roku 1967 udělen titul kandidát věd. V obecnějším měřítku zaměřoval svou vědeckou činnost na českou, polskou a slovenskou literaturu 20. století.
Jiří Urbanec se po roce 1989 významnou měrou zasadil o založení opavské Slezské univerzity. V letech 1990–1991 byl prvním děkanem Filozofické fakulty v Opavě Masarykovy univerzity (od roku 1991 součást Slezské univerzity), stal se také vedoucím Ústavu bohemistiky a knihovnictví a jedním ze zakladatelů Novin Slezské univerzity (* 1995). V období po Sametové revoluci také usiloval o znovuzaložení Matice slezské. V letech 1961–1972 byl vedoucím Památníku Petra Bezruče.
Jiří Urbanec zemřel dne 15. listopadu 2014. Poslední rozloučení se konalo 21. listopadu 2014 v kostele Svatého Ducha v Opavě. Jeho ostatky byly uloženy na opavském městském hřbitově.

## Dílo
Svou vědeckou činnost zaměřoval Jiří Urbanec na krajové autory. Prvořadým cílem jeho bádání bylo studium Petra Bezruče, které se mu stalo celoživotním posláním. Mimo něj publikoval také díla o Jaromíru Šavrdovi, A. C. Norovi, Josefu Kalusovi nebo Vojtěchu Martínkovi.

### Výběr z díla[2]
- Mladá léta Petra Bezruče, život a dílo 1867-1904. Ostrava,Opava: Profil, 1969. 126 s. – za obhajobu této práce získal roku 1967 titul kandidát věd
- Petr Bezruč – Vladimír Vašek 1904-1928 : základní životopisná fakta. Ostrava, Opava: Profil, 1986. 183 s. – touto prací se roku 1991 habilitoval
- Střídavý čas naděje : k české literatuře po roce 1945. Opava: Slezská univerzita, 2002. 140 s.
- Čtení o A. C. Norovi : život a dílo 1903-1986. Opava: Matice slezská, 2003. 146 s.

## Členství v odborných organizacích[2]
- Společnost F. X. Šaldy
- Masarykova společnost
- Literárněvědná společnost AV ČR
- vědecká rada Slezské univerzity v Opavě
- vědecká rada Filozoficko-přírodovědecké fakulty Slezské univerzity v Opavě
- Rada Obce spisovatelů v Praze